# Diamond Offshore Drilling
Diamond Offshore Drilling is een Amerikaanse offshoreboormaatschappij.
In 1964 begon Don McMahon op verzoek van een aantal banken Diamond M Drilling. Daarmee maakte hij een doorstart met de boorinstallaties van Brewster-Bartle nadat eigenaar Kilroy Drilling & Production failliet was gegaan. McMahon noemde het bedrijf naar zijn ranch bij Simonton in Texas, Diamond M Acres.
Diamond M breidde in de jaren daarna zowel aan land als offshore uit met boorpontons, afzinkbare boorplatforms (submersibles) en hefplatforms (jackups). In 1970 bracht McMahon het bedrijf naar de beurs. In 1973 liet het een halfafzinkbaar platform (semi) bouwen, de Diamond M Century. Het jaar erop werd de Diamond M New Era opgeleverd, de eerste van een serie van zes semi's.
In 1977 deed Western Oceanic een vijandig bod, waarop Diamond verzocht aan Kaneb Services om het bedrijf als witte ridder over te nemen. Nadat de olieprijs in 1982 langzaam en eind 1985 snel begon te dalen, raakte Kaneb in de problemen. In 1989 nam Loews Corporation Diamond M daarop over.
In 1992 nam Diamond M Odeco over en verkreeg daarmee 39 boorplatforms. De naam werd daarna korte tijd Diamond M-ODECO Drilling, maar werd in 1993 Diamond Offshore Drilling. Het bedrijf nam wel de naamgeving voor de platforms over van Odeco, dat alle namen liet beginnen met Ocean.
In oktober 1995 bracht Loews 30% van Diamond Offshore naar de beurs. In april 1996 nam Diamond Offshore Arethusa over dat in 1990 de vloot van Zapata had overgenomen. In december 1996 werden de landactiviteiten verkocht aan DI Industries.
In 2014 werd de Ocean BlackHawk opgeleverd, de eerste van een serie van vier boorschepen van het Gusto P10,000-ontwerp.